# Кливленд (округ, Северная Каролина)
Кливленд (англ. Cleveland) — округ в штате Северная Каролина, США. По данным переписи 2010 года, численность населения составила 98 078 человек. Окружным центром является город Шелби.

## История
Округ был сформирован в 1841 году из частей округов Линкольн и Ратерфорд. Назван в честь Бенджамина Кливленда, полковника во время войны за независимость США, который принял участие в битве при Кингс-Маунтин. С 1841 по 1887 года, название округа писалось как "Cleaveland"; орфография, которая используется в настоящее время была принята в 1887 году.

## География
По данным Бюро переписи населения США, округ имеет общую площадь 1,214.7 км², из которых 1,204.3 км² занимает суша и 10.4 км² вода. 

### Соседние округа
- Округ Берк (Северная Каролина) — север
- Округ Линкольн (Северная Каролина) — северо-восток
- Округ Гастон (Северная Каролина) — восток
- Округ Йорк (Южная Каролина) — юго-восток
- Округ Чероки (Северная Каролина) — юг
- Округ Ратерфорд (Северная Каролина) — запад

### Дороги
|                                                                       |                                                                              |
| - — I-85 - — US 29 - — US 74 (BUS, BUS) - — NC 10 - — NC 18 - — NC 27 | - — NC 150 - — NC 161 - — NC 180 - — NC 182 - — NC 198 - — NC 216 - — NC 226 |

## Демография
По данным переписи 2010 года, насчитывалось 98 078 человек, 37 046 домашних хозяйств и 27 006 семей, проживающих в округе. Средняя плотность населения составила 80 чел./км². Расовый состав округа: 74 % белые, 21 % афроамериканцы, 0,15 % коренные американцы, 0,69 % азиаты, 0,01 % жители тихоокеанских островов, 0,68 % другие расы, 0,72 % две и более рас и 3 % испанцы или латиноамериканцы.

Возрастная пирамида округа

Из 37 046 домохозяйств 32,20 % имели детей в возрасте до 18 лет, проживающих с ними, 55,00 % супружеских пар, живущих вместе, 13,70 % женщин, проживающих без мужей и 27,10 % не имеющих семьи. 23,60 % всех домохозяйств составляли отдельные лица, из которых 9,60 % лица в возрасте 65 лет и старше.
Возрастной состав округа: 25,20 % в возрасте до 18 лет, 8,80 % от 18 до 24 лет, 28,80 % от 25 до 44 лет, 23,70 % от 45 до 64 лет и 13,50 % в возрасте 65 лет и старше. Средний возраст составил 36 лет.
Средний доход на домашнее хозяйство в округе составил $35,283, а средний доход на семью $41,733. Мужчины имеют средний доход $30,882, а женщины $21,995. Доход на душу населения составил $17,395. Около 10,10 % семей и 13,30 % населения были ниже черты бедности, в том числе 17,90 % из них моложе 18 лет и 14,00 % в возрасте 65 лет и старше.

## Населённые пункты

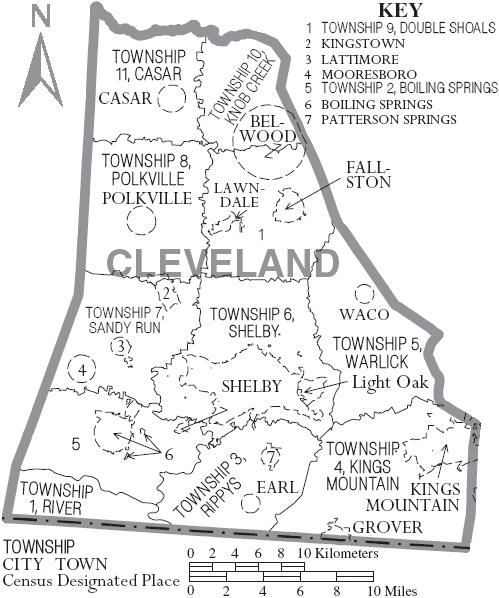
Карта округа Кливленд (Северная Каролина) с указанием городских муниципалитетов и районов

### Города
- Белвуд
- Бойлинг-Спрингс
- Эрл
- Гровер
- Кингс-Маунтин (часть города расположена в округе Гастон)
- Кингстаун
- Латтимор
- Лондейл
- Мурсборо
- Паттерсон-Спрингс
- Полквилл
- Шелби
- Вако

### Деревни
- Касар
- Фолстон

### Тауншипы
Округ делится на одиннадцать тауншипов: Ривер, Бойлинг-Спрингс, Риппи, Кинг-Маунтин, Ворлик, Шелби, Сэнди-Рун, Полквилл, Дабл-Шолс, Ноб-Крик, Касар.